# Timex Group
Timex Group B.V., o simplemente Timex Group, es un holding estadounidense-neerlandés con sedes en Hoofddorp, en los Países Bajos; y en Middlebury (Connecticut), en los Estados Unidos. Es la matriz corporativa de varias compañías relojeras globales, entre ellas Timex Group USA, Inc., TMX Philippines, Inc. y Timex Group India Ltd. En 2020, la firma de inversión con sede en Boston The Baupost Group asumió la propiedad de Timex Group.

## Nombre
Poco después de adquirir la Waterbury Clock Company en 1941, Thomas Olsen (fundador noruego de la compañía) cambió el nombre de la empresa a "Timex", un acrónimo de "Time" (en referencia a la revista Time y a la marca de pañuelos de papel Kleenex).

## Empresas y marcas
Unidad de Negocio Timex, una división de Timex Group USA, Inc.
- Timex
- Opex
- Nautica
- TX Watch Company (20062011)

Sequel AG
- Guess
- Gc

Vertime SA
- Versace
- Versus

Relojes de Lujo Timex Group
- Salvatore Ferragamo Timepieces
- Valentino Timeless(de la que ya no tiene la licencia)
- Vincent Bérard (2006-2010)

Giorgio Galli Design Lab (Estudio de diseño, adquirido en 2007). Galli diseña relojes para:
- Timex
- Nautica
- Salvatore Ferragamo
- Versace
- Versus

## Producción
Los productos de Timex Group B.V. se fabrican en China, Francia, Hong Kong, India, Filipinas y Suiza, a menudo con tecnología que se sigue desarrollando en Alemania y Estados Unidos. El grupo opera en varios países de Europa, América, Asia y Oceanía.